# فرقة القوات المسلحة الأردنية

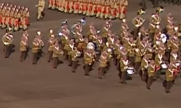
فرق الجيش الحاشدة في موكب العلم في يونيو 2018.

فرقة القوات المسلحة الأردنية هي الوحدة الموسيقية الرئيسية للجيش الملكي الأردني المكونة من موسيقيين يقدمون عروضهم في أماكن رسمية عادة بحضور العائلة المالكة الأردنية. عند الأداء، يرتدي جميع أعضاء الفرقة كوفية ذات مربعات باللونين الأحمر والأبيض إلى جانب الزي الرسمي الكامل. تأسست الفرقة عام 1921، وتضم نواة مكونة من 10 موسيقيين خدموا في الجيش العربي. في عام 1929، تم إدخال مزمار القربة من بمصر وسوريا لأول مرة إلى الفرقة. وفي عام 1982، وافق حسين الأردني على استخدام الفرقة لأغراض احتفالية بحتة. اليوم، تتكون الفرقة الكاملة من أكثر من 500 موسيقي تم ترتيبهم بطريقة مماثلة لفرق القسم المنزلي.
لدى الفرقة الوحدات التالية:
- فرقة مسيرة
- الفرقة السيمفونية (تأسست عام 1977)
- الأنابيب والطبول (تقع في مقدمة التشكيل)
- الفرقة النحاسية
- فرقة هوائية

ويقوم المعهد الوطني للموسيقى التابع لمؤسسة الملك الحسين في كثير من الأحيان بتدريب أعضاء الفرقة في دورة موسيقية تهدف إلى إعدادهم لضمهم إلى الفرقة.

## المهام
تشمل الفعاليات التي تشارك فيها الفرقة ما يلي:
- مراسم زيارة الدولة – تتشرف الفرقة بأداء مراسم وصول الدولة إلى قصر رغدان لزيارة رئيس الدولة والحكومة. وخلال الحفل تتواجد الفرقة في مؤخرة حرس الشرف وتؤدي النشيد الملكي للمملكة الأردنية الهاشمية ونشيد الدول الزائرة.
- موكب العلم – تقدم الفرق الموسيقية الحاشدة الدعم الموسيقي في موكب العلم، والذي يشار إليه أيضًا باسم فرقة اللون، والذي يقام سنويًا في ساحة الراية (ساحة الشعار) بالقرب من الديوان الملكي.
- بحضور ملك وملكة الأردن – تشارك الفرقة في فرقة غليون ونحاسية حاشدة وتؤدي وشماً عسكرياً بحضور ملك وملكة الأردن
- عيد الاستقلال – يؤدي الأغاني الاحتفالية بهذه المناسبة، وهو يوم عطلة رسمية في الأردن. تعتبر مسيرة الثورة العربية الكبرى مقطوعة موسيقية شائعة يتم عزفها خلال العطلة.[9]
- الوشم العسكري – تشمل هذه الأحداث الدولية وشم فيرجينيا الدولي وشم إدنبرة العسكري الملكي[10][11]
- أحداث أخرى – تتم دعوة موسيقيي الفرقة باستمرار لحضور احتفالات الضيوف الرسميين المهمين والشخصيات العامة. وغالباً ما ترافق الفرقة الملك خلال رحلاته الدولية.

## وصلات خارجية
- تحية فرقة القوات المسلحة الأردنية
- حشود الفرق تتدرب في ساحة الراية